# Platyplectrum ornatum
Platyplectrum ornatum és una espècie de granota de la família dels miobatràquids. Es tracta d'un endemisme d'Austràlia. Es troba des de Kimberley (Austràlia Occidental), al llarg del nord del Territori del Nord i nord i sud-est de Queensland fins a la costa central de Nova Gal·les del Sud.
Habita en zones seques tant costaneres com interiors, incloent-hi zones boscoses, prats i sabanes. Se sol trobar en cursos d'aigua secs i sorrencs, a certa distància d'aigua permanent. Passen l'estació seca enterrats sota la superfície en un estat dorment. Es reprodueix després de fortes pluges en aigües temporals poc profundes.
Els mascles canten mentre floten sobre la superfície de l'aigua (com per exemple sobre bassals). Les femelles ponen al voltant de 1.000 ous en un niu d'escuma que s'esfondra poques hores després formant una capa flotant. Les femelles poden criar més d'una vegada en una temporada.